# Martensinus
Martensinus es un género de arañas araneomorfas de la familia Linyphiidae. Se encuentra en Nepal.

## Lista de especies
Según The World Spider Catalog 12.0:
- Martensinus annulatus Wunderlich, 1973
- Martensinus micronetiformis Wunderlich, 1973